# Ghost Band
Ghost Band bezeichnet eine Tanz- oder Swing-Band (meist eine Big Band), die nach dem Tod des Gründers unter dessen Namen weitergeführt wird.
Zu den bekanntesten Beispielen von Ghost Bands zählen das Count Basie Orchestra und das Duke Ellington Orchestra sowie die Bigbands von Glenn Miller (die als meist beschäftigte der Ghost Bands gilt), Tommy Dorsey, Jimmy Dorsey, Woody Herman oder Guy Lombardo. Die Musiker sind meist junge Hochschulabsolventen, hierzu gehörten u. a. Danny D’Imperio und Rich Perry (im Glenn Miller Orchestra), Jeff Hamilton und Don Aliquo (Tommy Dorsey).

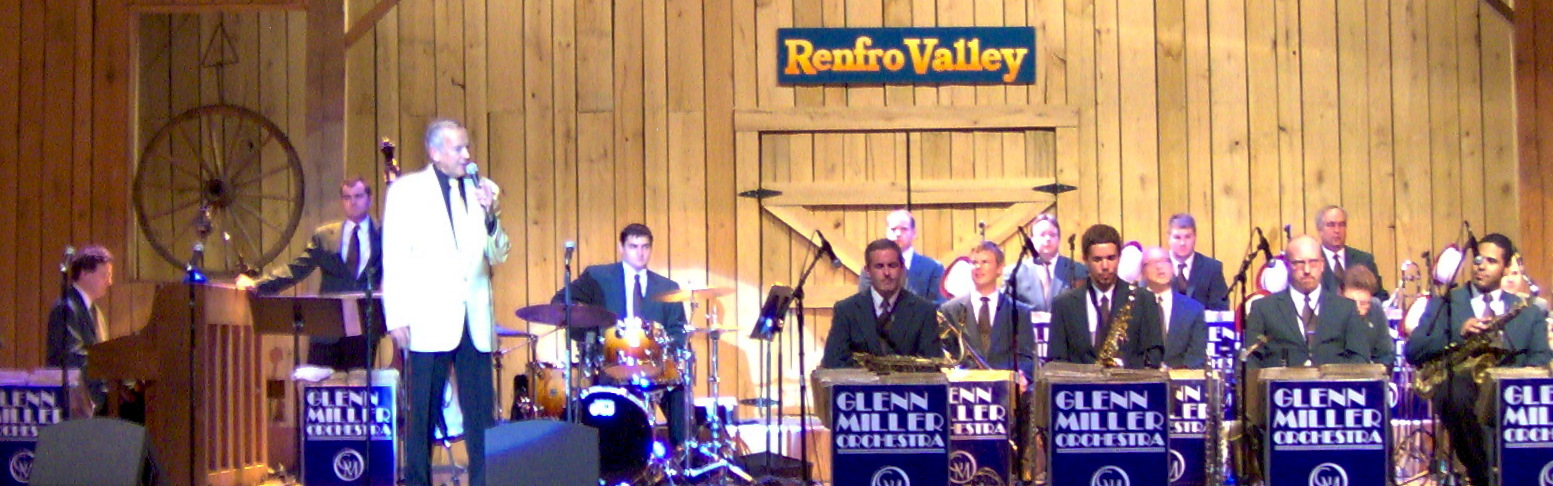
Das Glenn Miller Orchestra 2008 unter der Leitung von Larry O’Brian. Foto: Sydney Poore

Im Fall der Ellington-Band ging die Leitung nach Duke Ellingtons Tod im Jahr 1973 auf dessen Sohn Mercer Ellington über. Nachdem dieser 1996 gestorben war, übernahm der Ellington-Enkel Paul Mercer Ellington (nach einer Interimszeit durch Barrie Lee Hall junior) die Leitung der Ghost Band. Die Basie-Band wurde nach Count Basies Tod im Jahre 1984 zunächst von verschiedenen Musikern aus dessen Umfeld geleitet, darunter der Trompeter Thad Jones und der Saxophonist Frank Foster. Glenn Millers Orchester wurde nach dessen Tod 1944 u. a. von Tex Beneke, Ray McKinley, Buddy DeFranco (1966–74), Larry O’Brian, Peanuts Hucko und Dick Gerhardt geleitet; das europäische Glenn Miller Orchestra steht unter Leitung von Wil Salden. Das Tommy Dorsey Orchestra wurde von Buddy Morrow weitergeführt, 33 Jahre das Orchester dessen Bruders Jimmy Dorsey von Lee Castle, später von Clem DeRosa. Das Orchester von Woody Herman wurde lange Jahre von Frank Tiberi geführt.
Nach dem Tode von Jimmie Lunceford führten Joe Thomas und Eddie Wilcox sie 1947 für ein Jahr weiter; eine weitere afroamerikanische Ghost Band war die von Fletcher Henderson, die 1961 (neun Jahre nach dessen Tod) gebildet wurde.  Der Bandleader Stan Kenton untersagte in seinem Testament die Weiterführung seines Orchesters als Ghost Band.
Von den Ghost Bands zu unterscheiden sind Repertoire-Orchester wie das Smithsonian Jazz Masterworks Orchestra, Vanguard Jazz Orchestra oder das Jazz at Lincoln Center Orchestra, die sich des Repertoires verschiedener Orchester und Interpreten annehmen.